# Holendry Bytońskie
Holendry Bytońskie – wieś w Polsce położona w województwie kujawsko-pomorskim, w powiecie radziejowskim, w gminie Bytoń.
W latach 1975–1998 miejscowość położona była w województwie włocławskim.

## Historia
Dobra królewskie w Bytoniu w roku 1784 przekazane zostały w dożywotnie użytkowanie Wincentemu Modlińskiemu, a wypadku jego śmierci, to użytkowanie przechodziło na żonę Annę z Wodzińskich. W czasie administrowania majątkiem przez wdowę po Modlińskim w latach 1790–1791 sprowadzono niemieckich kolonistów, którym dano pod wycięcie królewski las. Koloniści wykarczowali 436 mórg lasu. W ten sposób powstała wieś Holendry Bytońskie, która należy do sołectwa Nowy Dwór.